# Suzan & Freek
Suzan & Freek est un duo musical néerlandais composé de Suzan Stortelder, née à Zieuwent, le 15 juin 1992, et Freek Rikkerink, né à Harreveld, 29 mars 1993.

## Biographie

### Carrière
Le duo s'est rencontré à l'école secondaire à Groenlo. Ils sont tous deux originaires de l'Achterhoek. Suzan chante et joue du piano, Freek chante et joue de la guitare. Ils débutent en 2014 par des reprises de musiques existantes publiées chaque semaine sur Facebook sous le nom de « De Minuut » (la minute). Leur reprise de Don't Let Me Down de The Chainsmokers réalisée en 2016 attire l'attention et les rend célèbres. Elle est partagée par The Chainsmokers et visionnée plus d'un million de fois dans le monde. Le 30 novembre 2018, ils sortent leur premier EP, intitulé Glass House sessions . Celui-ci contenait cinq reprises.
Le 2 novembre 2018, le duo sort sa première chanson composée par eux-mêmes Als het avond is. Le single a été élu TopSong sur NPO Radio 2 le 23 novembre. Le 1er mars 2019, le single a été certifié disque d'or pour avoir atteint les six millions de streams. Le single Als het avond atteint la première place du Top 40 néerlandais après 17 semaines. Dans le Mega Top 30, le single a atteint la première place lors de la 18e semaine. Dans le Single Top 100, il atteint la troisième position. Le single a également été référencé dans l'Ultratop 50 qui mesure la popularité en Flandre.
Le 27 septembre 2019, leur premier album intitulé Gedeeld door ons est sorti aux Pays-Bas et en Flandre. Le single Blauwe dag qui a atteint le Top 10 des charts. Le 4 octobre 2019, l'album est classé à la deuxième place au classement des albums.

### Vie privée
Suzan Stortelder et Freek Rikkerink se sont fiancés en juillet 2022 à Berlin. Le 2 décembre 2023, ils se sont mariés à Goch,.
Le 27 mai 2025, ils annoncent sur Instagram que Freek Rikkerink est atteint d'un cancer du poumon métastatique sans possibilité de guérison. Suzan Stortelder annonce par la même occasion qu'elle est enceinte de leur premier enfant. Le duo décidé d'arrêter immédiatement son activité,

## Discographie
| Titre              | Date              | Semaines au classements (Pays-Bas) | Meilleur classement (Pays-Bas) | Semaines au classement (Région flamande) | Meilleur classement (Région flamande) |
| ------------------ | ----------------- | ---------------------------------- | ------------------------------ | ---------------------------------------- | ------------------------------------- |
| Gedeeld door ons   | 27 septembre 2019 | 154                                | 2                              | 220                                      | 1                                     |
| Dromen in kleur    | 29 octobre 2021   | 163                                | 1                              | 164                                      | 2                                     |
| Iemand van vroeger | 22 septembre 2023 | 39                                 | 1                              | 55                                       | 1                                     |

## Récompenses
- 100% NL Awards : album de l'année pour Gedeeld door ons et groupe de l'année[11].